# Isole ABC (Stati Uniti)
Quello di isole ABC dell'Alaska (in inglese ABC Islands) è il nome colloquiale scolasticamente utilizzato per le isole Admiralty, Baranof e Chichagof nella parte nord dell'Arcipelago Alessandro, nell'Alaska sud-orientale (Alaska Panhandle), sull'Oceano Pacifico.
Queste isole sono famose per la loro natura quasi del tutto selvaggia e incontaminata, con una fauna interessante che include un clade dell'orso bruno che è più strettamente correlato all'orso polare.
La maggior parte dell'area di queste isole è stata dichiarata riserva federalmente protetta. Esiste una minima presenza umana, e la poca industria presente viene condotta con metodi ecosostenibili, questo a dispetto del fatto che le isole Baranof e Chichagof sono tra le più estese isole degli Stati Uniti d'America.